# Антун Августинчич

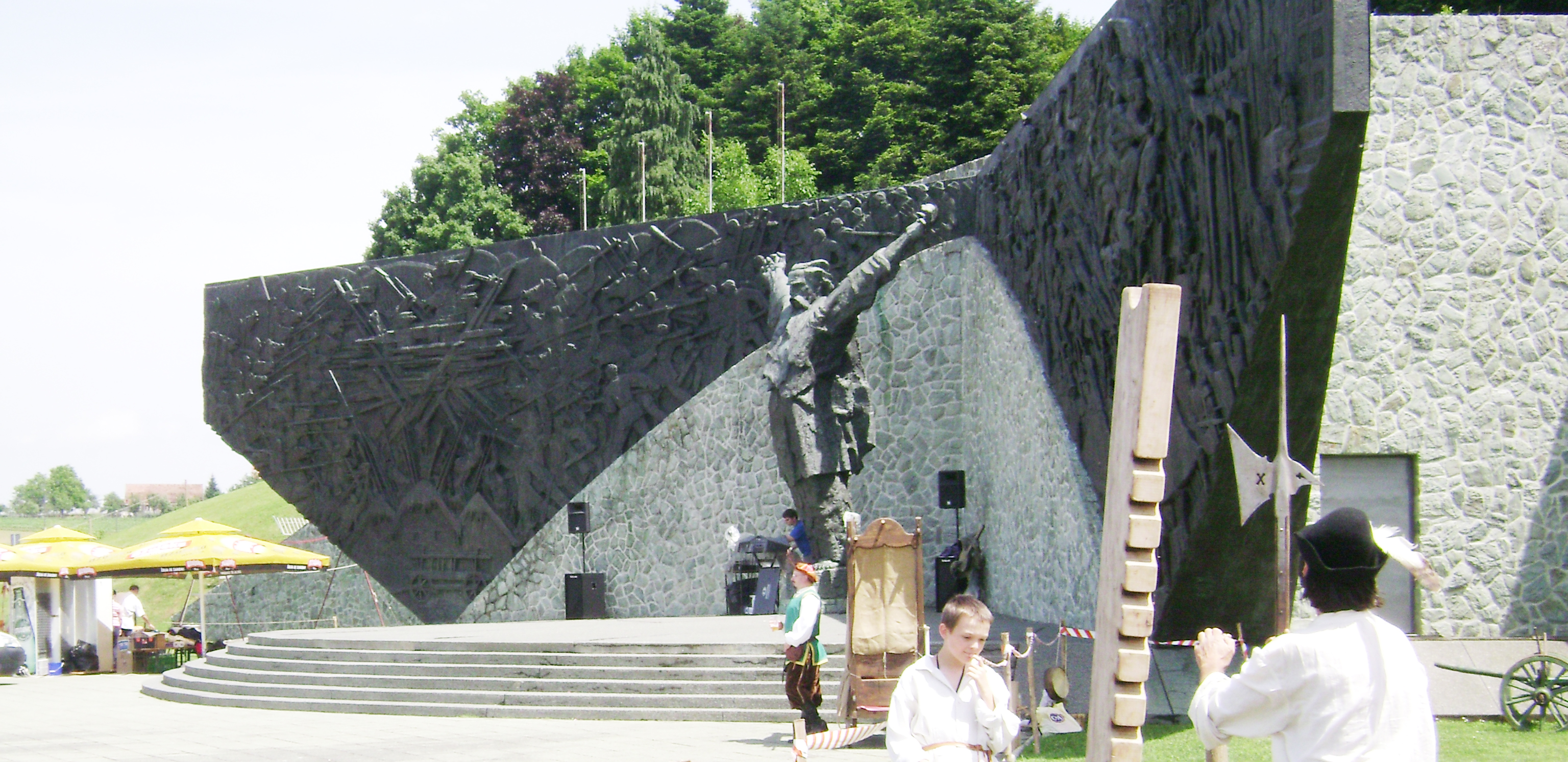
Меморіал у пам'ять селянського повстання XVI століття, 1973. Верхня Стубіца, Хорватія

Антун Августинчич  (хорв. Antun Augustinčič, 4 травня 1900, с. Кланець — 10 травня 1979, Загреб) — хорватський скульптор.

## Життєпис
Народився у селянській родині. У роки навчання в гімназії виявив художній талант, займаючись малюнком і ліпленням. Навчався у класі скульптури Вищої мистецької школи у Загребі у Р. Вальдеця і Р. Франгеша-Михановича (1918—1922). Продовжив навчання у майстерні Івана Мештровича (1922—1924) у загребській Академії мистецтв, перетвореної з Вищої художньої школи. Удосконалювався у Парижі у Школі декоративного мистецтва та Академії витончених мистецтв (1924—1926, клас Ж. А. Інжальбера). У 1926 році повернувся у Загреб. Один із засновників загребського мистецького об'єднання «Земля» (1929). Починаючи з 1930-х років успішно брав участь у багатьох конкурсах на створення пам'ятників на батьківщині і за кордоном. З 1940 року почав викладати у загребській Академії мистецтв. У період окупації Югославії нацистською Німеччиною заарештований гестапівцями. Звільнившись, взяв активну участь у народно-визвольній війні. Після звільнення країни жив у Загребі, продовжуючи творчу та викладацьку діяльність. Почесний член Академії мистецтв СРСР (1973). У 1976 році у рідному селі майстра Кланец відкрита його галерея.
Августинчич — хорват за національністю — один з найвизначніших югославських скульпторів XX століття. Сприйнявши уроки найзначніших майстрів пластики свого часу (Івана Мештровича, А. Бурделя, А. Майоля), залишався вірний принципам реалістичного мистецтва.
Августинчич — переважно майстер монументальної скульптури. Його перші монументи пов'язані з увічненням пам'яті співвітчизників, що вели багатовікову боротьбу за національне визволення. Ці пам'ятники у сербських містах Крагуєваць (1930—1932) і Ниш (1934—1937). Вже у цих роботах позначилася характерна для монументальної творчості майстра риса — він бажає ставити пам'ятники не окремому герою, а народним масам. І у крагуєвацькому, і, особливо, у ниському монументах велику роль відіграють групові композиції. Надалі цей принцип продовжив розвиватися. Ниський меморіал цікавий і тим, що тут скульптор звертається до зображення кінної фігури у поєднанні із рельєфами. Кінна статуя як ядро монументального ансамблю стало характерним мотивом творчості Августинчича 1930-х. В цей час майстер, продовжуючи працювати на батьківщині, брав участь у багатьох міжнародних конкурсах, отримуючи на них вищі премії. Більшість з отриманих замовлень залишилися, однак, лише у проектах і макетах. Виконаний у бронзі пам'ятник сілезьким повстанцям для м. Катовиці в Польщі не було встановлено через те, що почалася Друга світова війна. Тему кінної статуї Августинчич блискуче дозволив згодом у монументі Світ, поставленому у Нью-Йорку перед будівлею ООН (1952—1954).
Відразу після визволення Югославії від німецьких військ Августинчич почив працювати над меморіалом на честь спільних бойових дій югославського і радянського народів у селі Батина (відкритий у 1947 році). Розташований на місці форсування Дунаю Радянською Армією, пам'ятник являє собою складний художній організм, розрахований на сприйняття з різних точок зору. Домінує у ньому тридцатип'ятиметровий гранований кам'яний обеліск, увінчаний бронзовою статуєю Перемоги. У підніжжя обеліска — група з двох воїнів у стрімкому призовному русі. Облямовують ансамбль дві довгі стрічки рельєфного фриза, у якому розповідність поєднується з яскравою пластичною виразністю. Тут наочно втілилися пошуки скульптора в галузі синтезу мистецтв. Поєднання архітектурних компонентів з пластичними, органічне включення природного середовища у загальний комплекс емоційного й образного впливу — характерні риси вирішення цього ансамблю. Ті ж принципи розвиває меморіал, присвячений жителям Боснійської Країни, загиблим у боях з нацистами (1948—1961, Баня-Лука).
В останньому великому творінні Августинчича — меморіалі у пам'ять селянського повстання XVI століття (1973, Верхня Стубіца) — найповніше розкрилося обдарування скульптора. Монумент містить у собі і круглу скульптуру, і незвичайні за конфігурацією рельєфи, і архітектурні форми. Активну роль грає колір — золотиста бронза, білий камінь. Різноманітна і фактура матеріалів. Важливими елементами образного та емоційного впливу є природне оточення і пластичну мову майстра. Бронза під рукою майстра немов пульсує і дихає, з великою тонкістю скульптор передає і людську плоть, і що розвіваються тканину одягу. Виразний образ вождя повстання — головної статуї меморіалу. Його силует, в якому домінує відкритий жест з розкритими, як крила, руками, перегукується з абрисом рельєфних композицій. Пам'ятник став гідним увінчанням творчого шляху майстра.
Августинчич активно працював і в інших жанрах пластики. Йому належать гостро психологічні портрети, виразні станкові фігури та групи, серія привабливих «Оголених», виконаних головним чином у мармурі.
Творчість Августинчича внеслв значний вклад у розвиток скульптури не тільки південних слов'ян, а й усього світу. У 1950-ті за його проектами відкрито кілька пам'ятників в Ефіопії. У 1960-ті він виконав проекти і ескізи монументів для єгипетського міста Порт-Саїда.

## Галерея

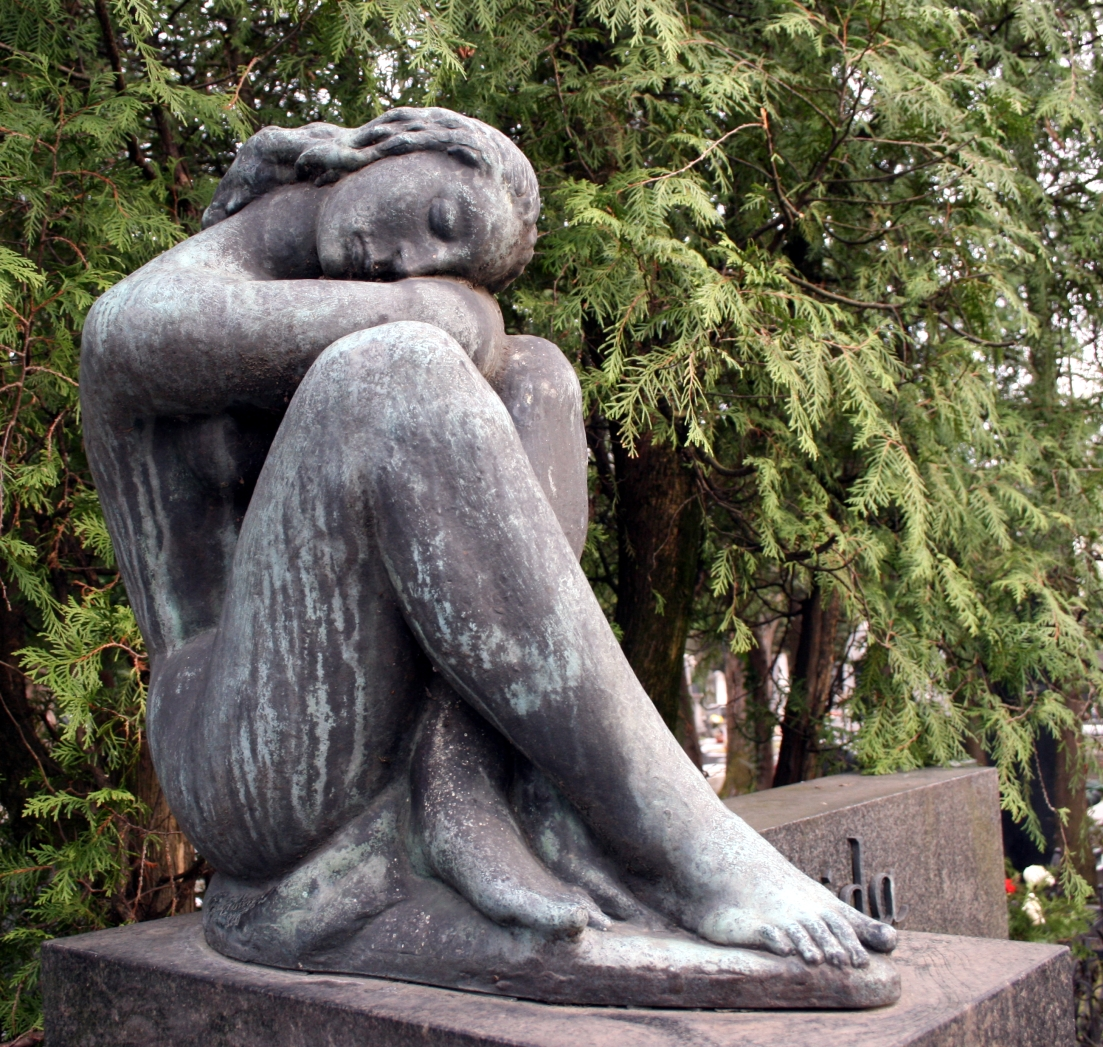
Сум, пам'ятник біля сімейного склепу Вайди, Мирогойський цвинтар в Загребі, 1930
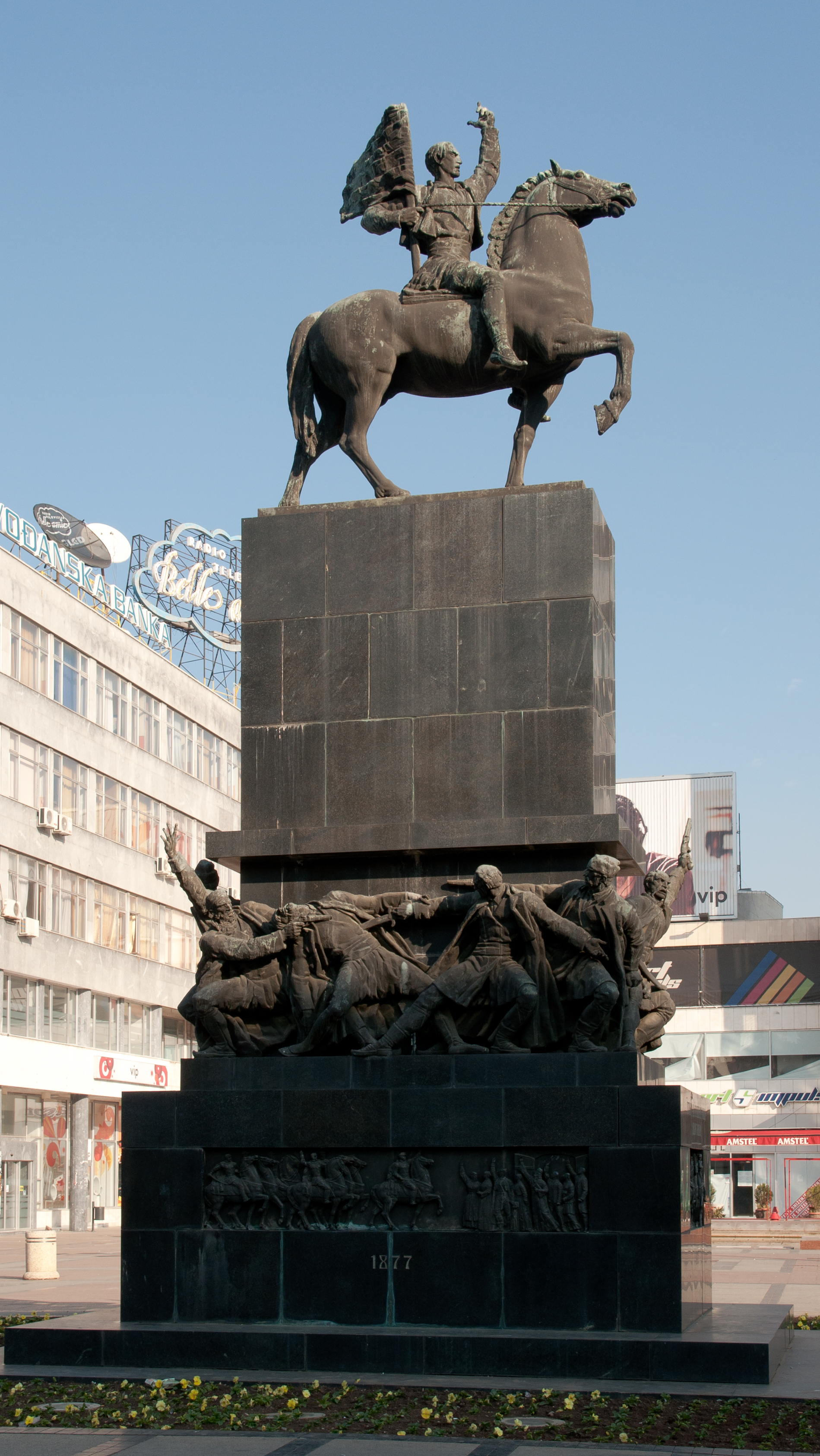
Монумент визволителів Нишу, 1937
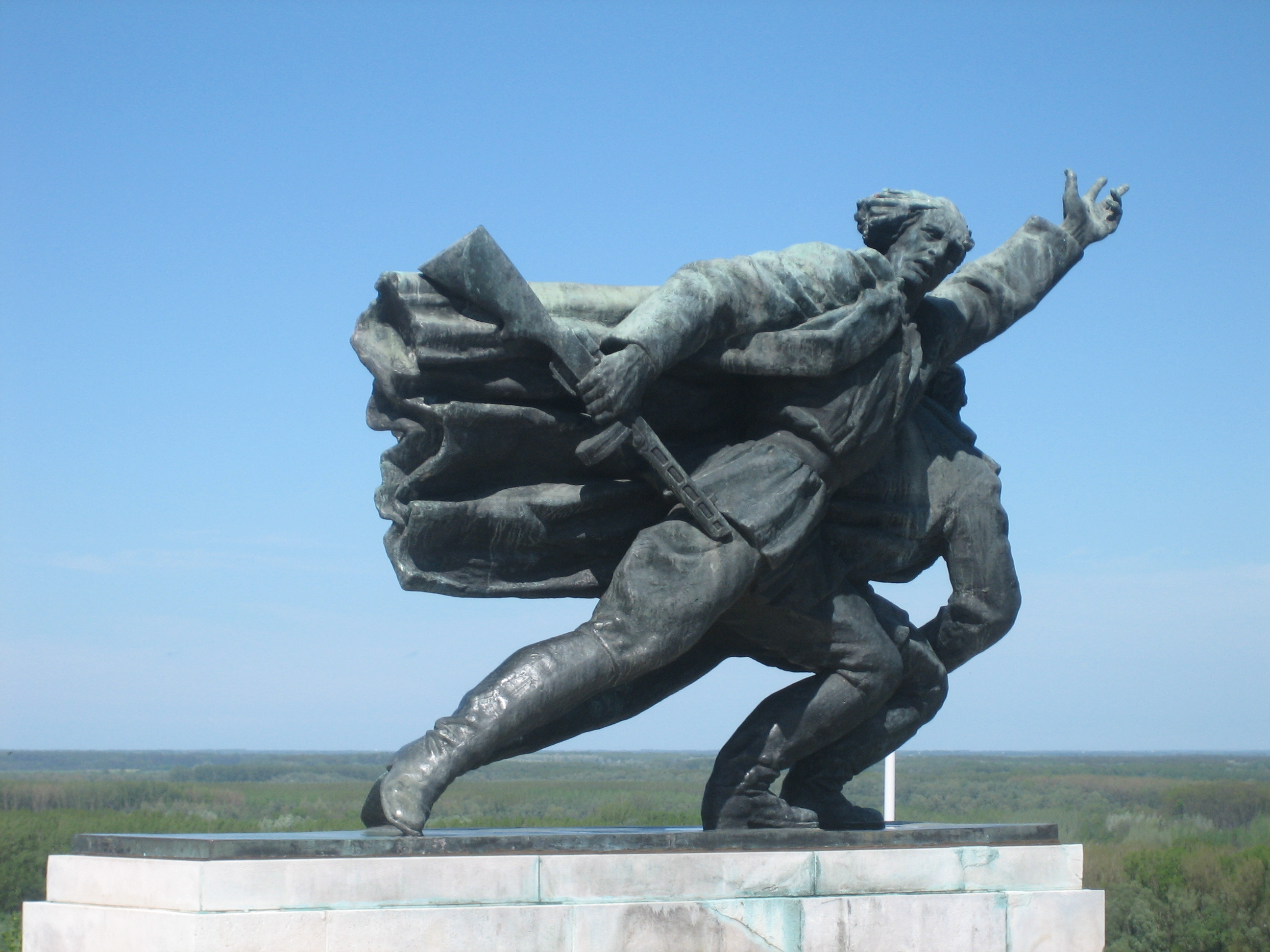
Монумент Перемоги в Батинській битві Батин, 1947
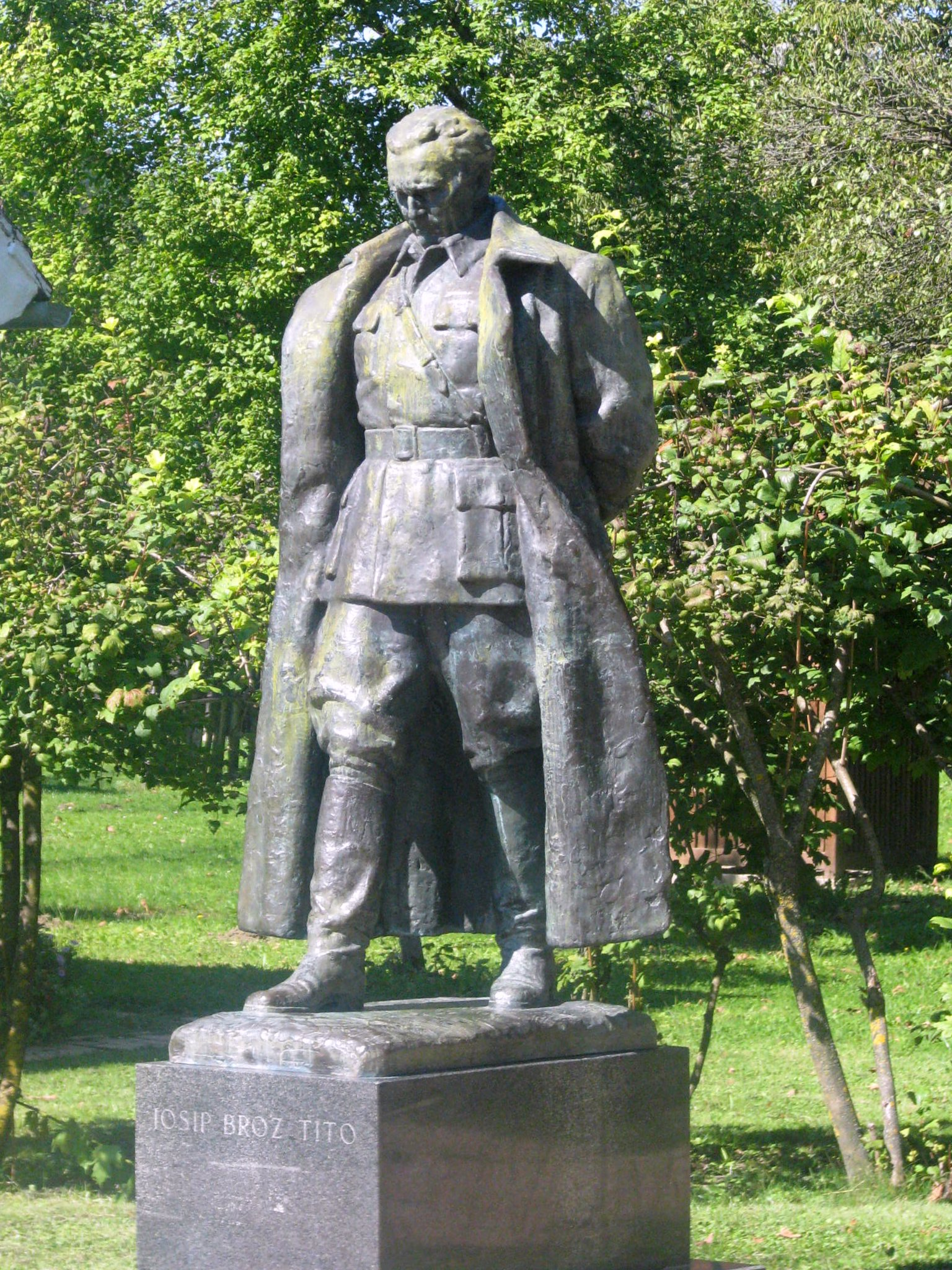
Пам'ятник Йосипові Броз Тіто в Кумровці, 1948
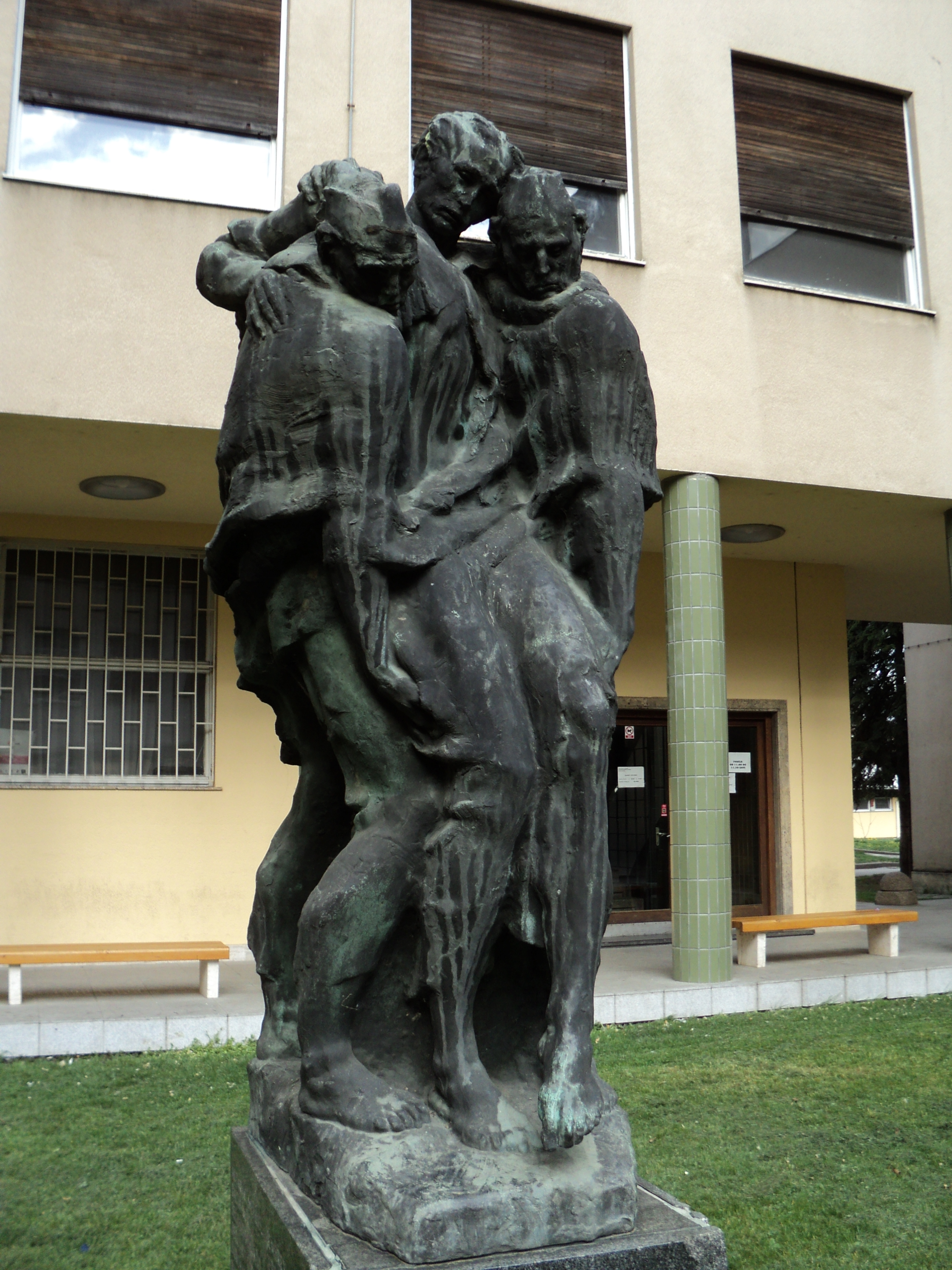
Піклування про поранених, Факультет ветеринарної медицини в Загребі, 1953
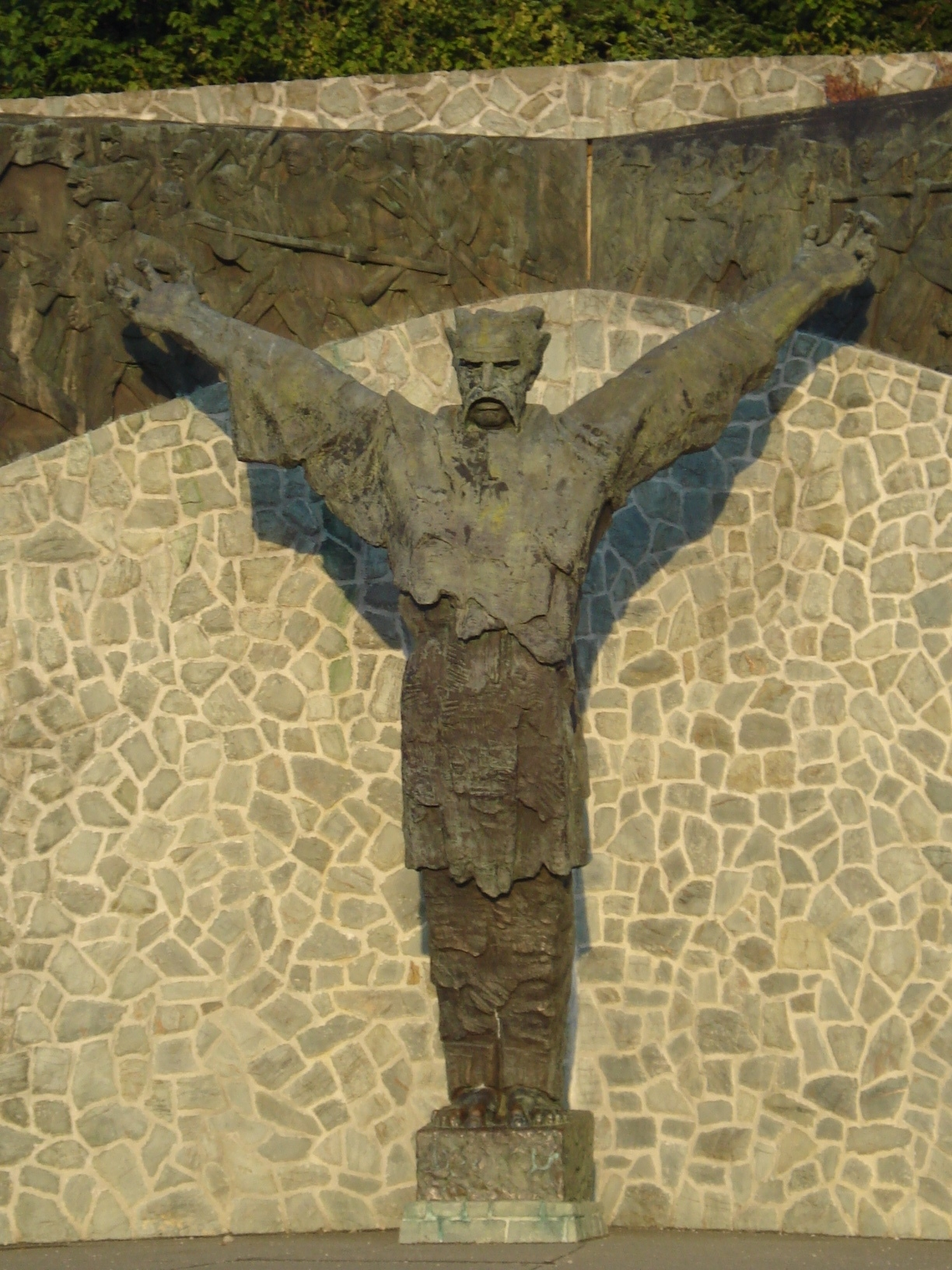
Монумент хорвато-словенським селянським повстанням і Матію Губецю в Доні Стубиці, 1973
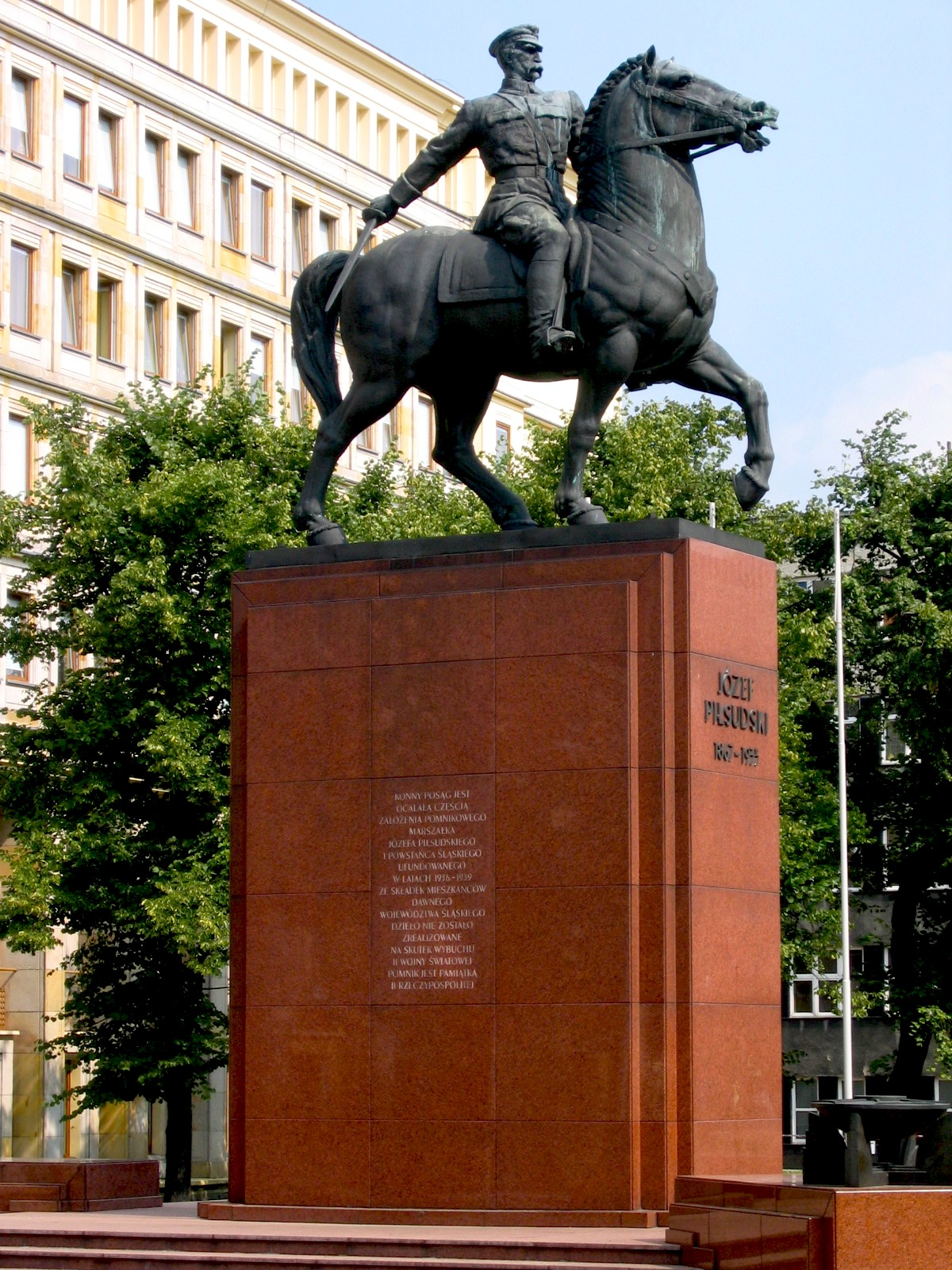
Пам'ятник маршалу Пілсудському, Катовиці, Польща
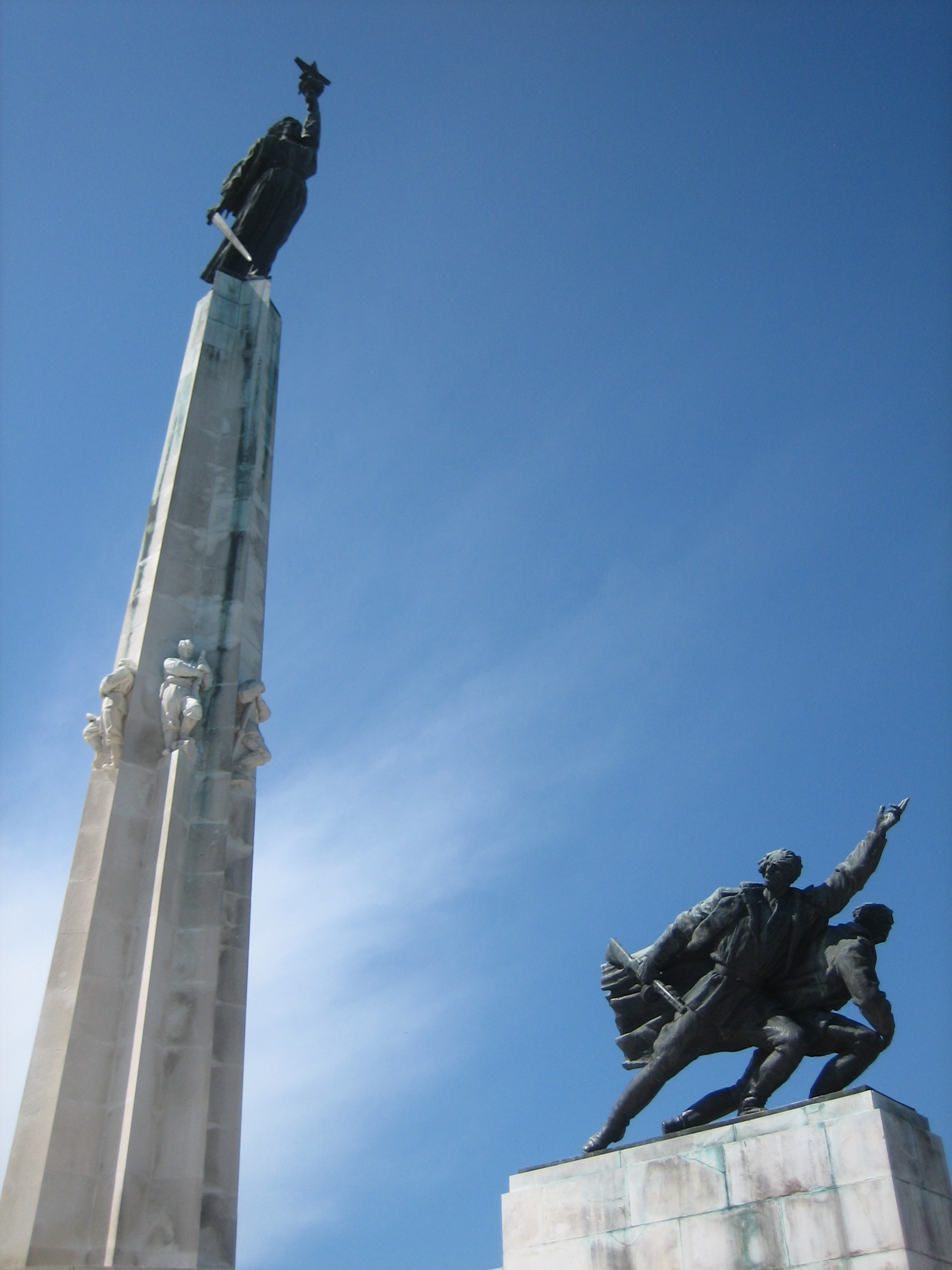
Пам'ятник Батинській битві, 1947, Батина, Хорватія
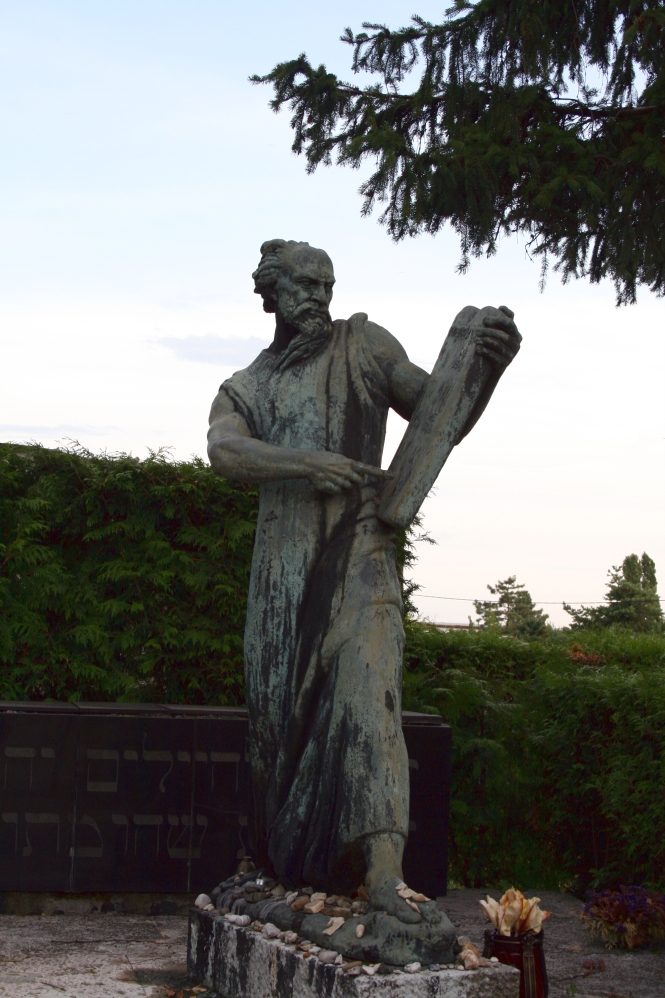
Статуя Моісея на Мирогойському цвинтарі
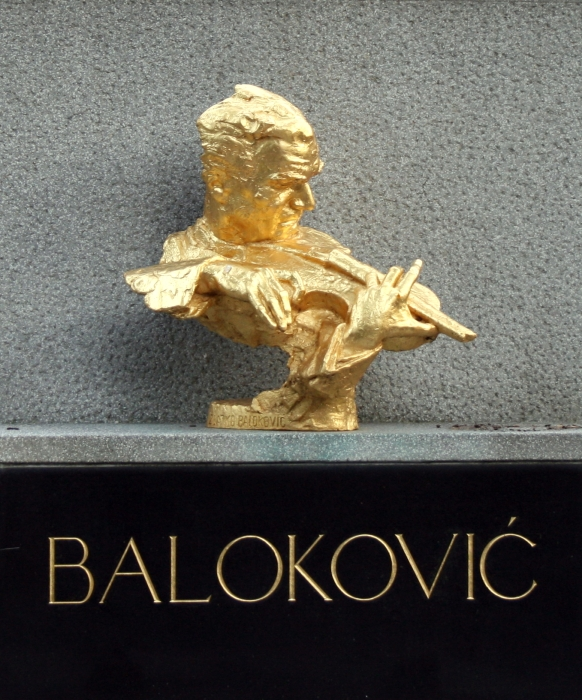
Погруддя Златко Балоковича на його труні на Мирогойському цвинтарі
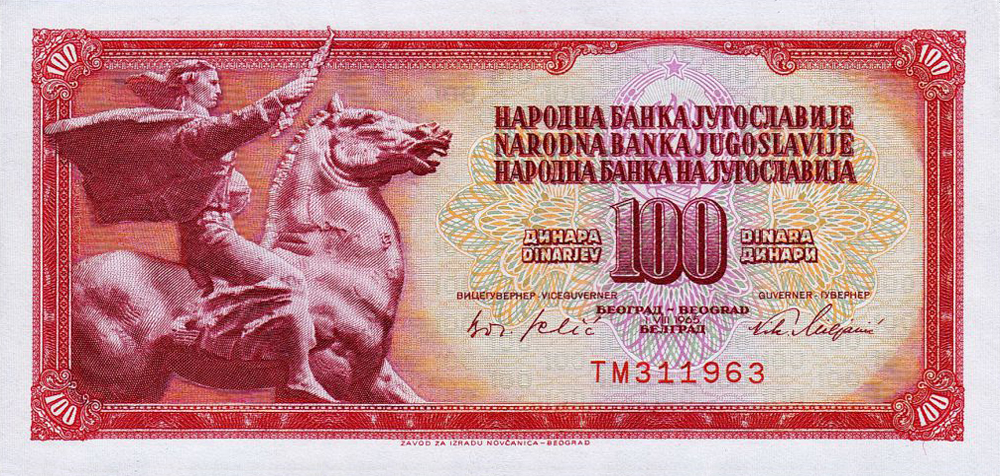
Августичичська статуя Мир на банкноті 100 динарів
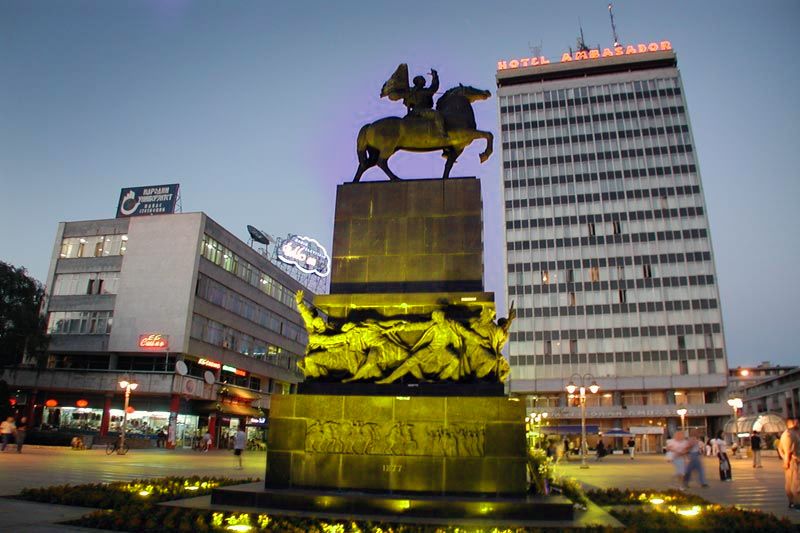
Пам'ятник визволителям Ніша, Ниш (1937.)
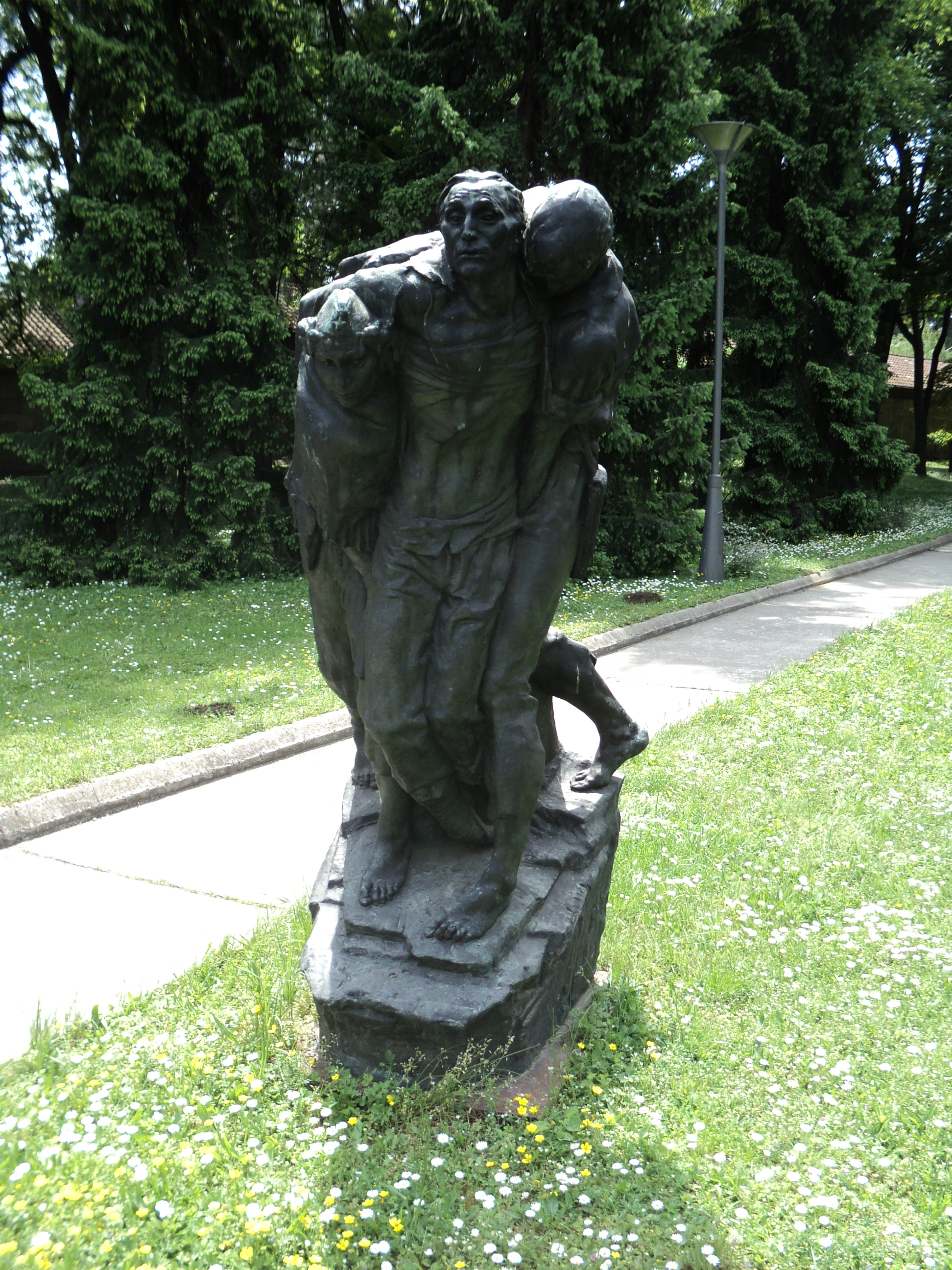
Пересування пораненого, Музей історії Югославії в Білгороді